# گرد اوبر
گرد اوبر (به آلمانی: Gerd Weber) بازیکن فوتبال و هافبک اهل آلمان شرقی بود که از سال ۱۹۷۵ میلادی عضو تیم ملی فوتبال آلمان شرقی بوده‌است. وی در ۳۵ بازی ملی حضور داشته و در بازی‌های ملی‌اش ۵ گل به ثمر رساند. گرد اوبر آخرین بازی ملی خود را در سال ۱۹۸۰ میلادی انجام داد.